# Scleronotus angulatus
Scleronotus angulatus là một loài bọ cánh cứng trong họ Cerambycidae.